# Радмила Степановић
Радмила Степановић (Жагубица, 1948) је српска сликарка.

## Биографија
Рођена је 1948. године у Жагубици. Дипломирала је на Факултету ликовних уметности Универзитета уметности у Београду 1973, где је завршила и подстдипломске студије 1981. године. Редовни члан Удружења ликовних уметника Србије је од 1974. Ради као редовни професор цртања и сликања у школи Техноарт у Београду, од 2003. године. Самостално је излагала цртеже у Студентском културном центру Нови Сад 1975, галерији Дома омладине Београда 1978, галерији Задужбине Илије М. Коларца 1981, цртеже и објекте на клириту у галерији Дома омладине Београда 1985, слике и цртеже у Галерији УЛУС-а 1991. и уља на крилиту у галерији Културног центра Београда 1996. године. Организовала је магистарску изложбу цртежа у Галерији „Графички колектив” 1981. Учествовала је на три стостине колективних изложби од 1972. до 2006, неке од њих су изложбе УЛУС-а 1974. и 1977, изложбе Сталног фонда за унапређење стваралаштва младих уметника, изложбе у Београду, Загребу, Љубљани, Марибору, Копару, Поречу, Скопљу, Сомбору, Пријепољу, Краљеву, Смедереву и Пожаревцу. Добитница је треће награде за сликарство на изложби УЛУС-а 1974, награде за сликарство на Пролећној изложби 1975, награде сликарске колоније „Милешева – Бели анђео” у Пријепољу и октупне награде за цртеж на Седмом тријеналу савременог југословенског цртежа у Сомбору 1981, награде за цртеж на изложби „Цртеж и мала пластика” и откупне награде за цртеж на Десетој загребачкој изложби југословенског цртежа 1985. године. Користи комбиноване технике у свом раду: папир, акрил, туш и перо, олокве, пастел и акварел.